# Francisco Flores Chinarro
Francisco Flores Chinarro, (Ica, 4 de octubre de 1838 - Tarma, 19 de enero de 1889) escritor, político, catedrático universitario y periodista peruano. Fue ministro de Relaciones Exteriores en 1883, con sede en Tarma, durante la resistencia peruana en la sierra en plena guerra del Pacífico.

## Biografía
Cursó sus estudios escolares en el Colegio Santa Isabel de Huancayo, pasando luego al Convictorio de San Carlos, donde se graduó de abogado en 1862. Alternó el ejercicio de su profesión con el periodismo, iniciándose como redactor en el diario El Comercio en 1862 y después como director de El Nacional en 1870.
Asimismo, en 1866 fue designado como catedrático de historia universal en la Universidad Nacional Mayor de San Marcos. En 1868 fue elegido diputado por la provincia de Ica, destacándose por su ardorosa oposición al contrato Dreyfus. En su cámara ejerció alternativamente la primera y la segunda vicepresidencia. Su período como parlamentario finalizó en 1881.
Al estallar la guerra con Chile, se enroló en el ejército. Como representante de Ica integró el congreso de Chorrillos reunido en 1881. Apoyó al general Andrés A. Cáceres durante la campaña de la Breña, ejerciendo como ministro de Relaciones Exteriores en Tarma, en la sierra central peruana (1883). Con la misma investidura acompañó a Cáceres a lo largo de la revolución contra Miguel Iglesias (1884-1885).
En 1886 fue elegido senador por el departamento de Junín, y como tal apoyó al primer gobierno de Cáceres. En 1888 volvió a Tarma, donde falleció poco después.

## Obras
- ¡Cuidado con las jaranas!, comedia en dos actos y en verso, estrenada el 16 de junio de 1861.

Sus poesías satíricas se hallan dispersas en diversas publicaciones periódicas.